# اوحدی بلیانی
تقی‌الدین محمد بن سعیدالدین محمدالحسینی بلیانی مشهور به اوحدی بلیانی، فاضل، شاعر و نویسنده ایرانی است. وی در سال ۹۷۳ هجری قمری در قریه بلیان کازرون متولد شد. دوران کودکی و نوجوانی را در بلیان و کازرون گذراند و از محضر فقها و دانشمندان آن زمان بهره‌ها گرفت و سپس به اصفهان رفت. در سال ۱۰۰۰ هجری به مناسبت ورود شاه عباس صفوی به میدان نقش جهان اصفهان، اوحدی در حضور شاه عباس این رباعی را که فی البدیهه سرود قرائت کرد:
| میدان صفاهان که ز ماه و پروین |  | صد داغ نهاده بر دل چرخ برین  |
| نه گشته چراغان که پی سجده شاه |  | افتاده کواکب اند بر روی زمین |

شاه عباس که خود شعرشناس بود او را تحسین کرد و دستور داد اوحدی را به قزوین برده و در قزوین مورد توجه شاه صفوی قرار گرفت به طوری که به او لقب شاه‌پسند دادند. اوحدی در سال ۱۰۰۵ به هندوستان رفت و به دربار جهانگیرشاه راه یافت. او سپس در سال ۱۰۳۰ یا به روایتی ۱۰۴۲ در هندوستان درگذشت. از آثار وی می‌توان به تذکره عرفات‌العاشقین و عرصات‌العارفین، کعبه مراد (کعبه دیدار)، مثنوی ساقی نامه، مثنوی یعقوب و یوسف و دیوان اشعار با ۳۶۵۲۲ بیت اشاره کرد.